# Chelsea Gray
Chelsea Nichelle Gray, född 8 oktober 1992 i Hayward, Kalifornien, är en amerikansk basketspelare, som spelar för Las Vegas Aces i WNBA.

## Karriär
Gray blev vald elfte spelare av Connecticut Sun i WNBA-draften 2014. Gray har tagit tre WNBA-titlar. Den första tog hon 2016. Den andra 2022 och den tredje året efter. 2022 blev hon vald till finalspelets mest värdefulla spelare. Hon ingick i det amerikanska laget som tog guld vid sommar-OS 2020. Hon ingick även det amerikanska laget som tog i världsmästerskapen 2022.Hon är uttagen till USA:s damlag i basket vid sommar-OS 2024.